# Kleingebiet Abaúj-Hegyköz
Das Kleingebiet Abaúj-Hegyköz (ungarisch Abaúj-Hegyközi kistérség) war bis Ende 2012 eine ungarische Verwaltungseinheit (LAU 1) innerhalb des Komitats Borsod-Abaúj-Zemplén. Sämtliche Ortschaften des Kleingebietes gingen im Zuge der Verwaltungsreform von 2013 in den nachfolgenden Kreis Gönc (ungarisch Gönci járás) über.
Auf einer Fläche von 440,52 km² lebten 14.446 Einwohner (Ende 2012). Der Verwaltungssitz war in der Stadt Gönc.

## Städte
- Abaújszántó (3.130Ew.)
- Gönc (2.164 Ew.)

## Gemeinden
| Abaújvár    | Arka       | Baskó      | Boldogkőújfalu | Boldogkőváralja |
| Fony        | Göncruszka | Hejce      | Hernádcéce     | Hernádszurdok   |
| Hidasnémeti | Kéked      | Korlát     | Mogyoróska     | Pányok          |
| Regéc       | Sima       | Telkibánya | Tornyosnémeti  | Vilmány         |
| Vizsoly     | Zsujta     |            |                |                 |